# Croix de Surtauville
La croix de Surtauville est un monument situé à  Surtauville, en France.

## Historique
L'édifice est daté du XVIe siècle-XVIIIe siècle.
La croix est inscrite comme monument historique depuis le 6 juin 1977.